# Helen Nilsson
Helen Nilsson (* 24. November 1970) ist eine ehemalige schwedische Fußballspielerin.

## Karriere

### Vereine
Nilsson spielte im Seniorinnenbereich zunächst für den in Sundsvall in der Provinz Västernorrlands ansässigen Sundsvalls DFF Fußball. Mit dem erstmaligen Aufstieg in die Damallsvenskan, der höchsten Spielklasse im schwedischen Frauenfußball, kam sie in dieser zu Punktspielen und trug zum Klassenverbleib mit einem Punkt Vorsprung auf den ersten Absteiger Mariestad BoIS FF bei. Von 1992 bis 1994 ist über ihren weiteren Werdegang nichts bekannt. Erst zur Spielzeit 1995 tritt sie für  den in Västerås in der Provinz Västmanlands ansässigen Gideonsbergs IF in Erscheinung.

### Nationalmannschaft
Nilsson debütierte als Nationalspielerin für den SvFF in der U17-Nationalmannschaft, die am 26. September 1986 das in Freundschaft ausgetragene Länderspiel gegen die U17-Nationalmannschaft Norwegens im Åråsen-Stadion von Lillestrøm mit 2:0 gewann. Auch das zweite in Freundschaft ausgetragene Länderspiel am 18. Oktober 1986 in Hoogeveen gegen die U17-Nationalmannschaft der Niederlande wurde gewonnen – mit 3:0.
Vom 22. August 1990 bis zum 10. August 1991 wurde sie neunmal in der U21-Nationalmannschaft berücksichtigt. Ihr Debüt in Österängen glückte mit dem 3:1-Sieg über die U21-Nationalmannschaft Finnlands und ihren letzten Einsatz gegen die U21-Nationalmannschaft Dänemarks im Sportpark 't Cranevelt in Arnhem beim 3:1-Sieg krönte sie gleich mit ihren ersten beiden Toren.
Für die A-Nationalmannschaft bestritt sie ihr erstes von 36 Länderspielen am 9. Oktober 1991 in Borås beim 3:1-Sieg im Freundschaftsspiel gegen die Nationalmannschaft der Niederlande mit Einwechslung in der 57. Minute für Lena Videkull. In ihrem zweiten Länderspiel am 7. November 1991 in Schwamendingen beim 4:1-Sieg im Freundschaftsspiel gegen die Schweizer Nationalmannschaft erzielte sie mit den Treffern zum 3:0 und 4:0 in der 22. und 32. Minute ihre ersten beiden A-Länderspieltore. Sechs weitere in Freundschaft ausgetragene Länderspielen schlossen sich bis zu ihrem Karriereende an. 
Sie nahm 1991 und 1995 an der Weltmeisterschaft teil. Bei ihrem ersten großen Turnier in der Volksrepublik China bestritt sie alle drei Spiele der Gruppe B – im zweiten Gruppenspiel am 19. November 1991 in Foshan erzielte sie beim 8:0-Sieg über die Nationalmannschaft Japans mit dem Treffer zum 5:0 in der 27. Minute ihr erstes von zwei Toren im Turnier. In der Finalrunde wurde sie im Viertel- und Halbfinale gegen die Nationalmannschaften Chinas und Norwegens eingesetzt. Der angestrebte Einzug ins Finale wurde mit der 1:4-Niederlage jedoch verpasst und so kam sie im Spiel um Platz 3, beim 4:0-Sieg über die Nationalmannschaft Deutschlands, zum Turnierabschluss, den sie mit ihrem zweiten Tor, dem Treffer zum Endstand in der 43. Minute krönte. Vier Jahre später nahm sie mit ihrer Mannschaft an diesem Turnier im eigenen Land teil, kam in den ersten beiden Spielen der Gruppe A zum Einsatz, wie auch im Viertelfinale, das am 13. Juni 1995 in Helsingborg erst im Elfmeterschießen gegen die Nationalmannschaft Chinas mit 3:4 verloren wurde; es war zugleich ihr letztes Länderspiel.
Die Teilnahme an der Europameisterschaft 1993 wurde in zwei Viertelfinalqualifikationsspielen gegen die Nationalmannschaft Dänemarks nach Hin- und Rückspiel im Gesamtergebnis mit 2:3 verpasst. Zwei Jahre später gab es die erneute Konstellation; doch dieses Mal setzte sich ihre Mannschaft mit 3:2 durch und nahm ohne sie an der Endrunde teil. Diese wurde als unterlegener Finalist mit 2:3 gegen die Nationalmannschaft Deutschlands am 26. März in Kaiserslautern beendet. Des Weiteren nahm sie mit der Mannschaft 1992 und 1993 am Turnier um den Open-Nordic-Cup, als Alternative zu den (seit 1982 nicht mehr ausgetragenen) Nordischen Meisterschaften teil und bestritt insgesamt fünf Spiele. 1994 und 1995 war sie mit ihrer Mannschaft in den Turnieren um den Algarve-Cup vertreten. Im 1995er-Turnier wurde dieser mit einem Sieg im Finale über die Nationalmannschaft Dänemarks mit 3:2 – wenn auch erst in der Verlängerung – errungen.

## Erfolge
Nationalmannschaft
- Dritter Weltmeisterschaft 1991
- Algarve-Cup-Sieger 1995
- Dritter Algarve-Cup 1994